# Declieuxia dasyphylla
Declieuxia dasyphylla là một loài thực vật có hoa trong họ Thiến thảo. Loài này được K.Schum. ex Steyerm. mô tả khoa học đầu tiên năm 1958.